# Peter Skrzynecki
Peter Michael Skrzynecki (ur. 1945 w Niemczech) – australijski poeta pochodzenia polskiego i ukraińskiego.

## Życiorys
Urodził się w 1945 w Niemczech w rodzinie Feliksa Skrzyneckiego (1905–1994) i Kornelii z domu Wołoszczuk (1918–1997). W 1949 rodzina wyemigrowała do Australii, płynąc przez cztery tygodnie na okręcie USS General R.M. Blatchford (AP-153) i 11 listopada docierając do nowej ojczyzny. Mieszkali w obozie dla imigrantów w Bathurst przez dwa tygodnie zanim zostali przeniesieni do Parkes Migrant Centre, byłej bazy treningowej Sił Powietrznych. Ten obóz w środkowo-zachodniej Nowej Południowej Walii poeta uważa za swój pierwszy dom w Australii.
W 1951 rodzina przeprowadziła na robotnicze przedmieścia Sydney i zamieszkała w domu przy ulicy Mary Street 10. Uczęszczał do miejscowej szkoły katolickiej. W latach 1956–1963 uczył się w St Patrick’s College w Strathfield, a tamtejszy nauczyciel angielskiego Brian Couch zaszczepił w nim miłość do literatury. W 1964 podjął studia na uniwersytecie w Sydney, jednak nie udało mu się na nich utrzymać. W latach 1965–1966 uczęszczał na kurs Primary Teacher Training Course w Sydney Teachers' College. Następnie był nauczycielem w szkołach podstawowych.
W 1968 rozpoczął eksternistyczne studia licencjackie na University of New England, które ukończył w 1975, uzyskując tytuł Bachelor of Arts (odpowiednik tytułu licencjata). W 1984 został Master of Arts (pol. magistrem sztuki) na Uniwersytecie w Sydney, a w 1986 otrzymał tytuł Master of Letters (pol. magister literatury) na University of New England.

## Poezja
- There, Behind the Lids (1970)[3]
- Headwaters (1972)[3]
- Immigrant Chronicle (1975)[3]
- The Aviary (1978)[3]
- The Polish Immigrant (1982)[3]
- Night Swim (1989)[3]
- Easter Sunday (1993)[3]
- Time's Revenge (2000)[3]

## Odznaczenia
- Order Australii (2002) For service to Australian multicultural literature, particularly as a poet. (pol. Za wkład w australijską wielokulturową literaturę, zwłaszcza jako poeta.)[1]
- Medal „Zasłużony Kulturze Gloria Artis” (1989)[potrzebny przypis]

## Życie prywatne
Ożenił się z Kate. Mają troje dzieci: Judith, Andrew i Annę.